# Chlorophorus trusmadensis
Chlorophorus trusmadensis là một loài bọ cánh cứng trong họ Cerambycidae.